# Jean Claude Eugène Péclet
Jean Claude Eugène Péclet (Besançon, 10 de fevereiro de 1793 — Paris, 6 de dezembro de 1857) foi um físico francês.
Foi um dos primeiros alunos da Escola Normal Superior de Paris, em 1812, sendo aluno de Louis Joseph Gay-Lussac e Pierre Louis Dulong. Em 1816 foi eleito professor do Collège de Marseille, onde lecionou ciências físicas até 1827. Tendo sido apontado maître de conférences na Escola Normal Superior de Paris, para lá retornou. Em 1829 foi professor de física da École centrale de Paris, que estava sendo fundada por Alphonse Lavallée, por Péclet e três outros cientistas, Philippe Benoît, Jean-Baptiste Dumas e Théodore Olivier. Seu salário era então de 3000 francos por ano, mais participação nos lucros desta escola privada de engenharia. Em 1840 Péclet tornou-se inspetor geral de instrução pública. O número de Péclet é denominado em sua homenagem.

## Obras
- Traité de l'éclairage  (De Malher et Cie, Paris, 1827)
- Traité élémentaire de physique. Tome premier (Hachette, Paris, 1838)
- Traité élémentaire de physique. Tome second  (Hachette, Paris, 1838)
- Traité élémentaire de physique.  Planches (Hachette, Paris, 1838)
- Traité de la chaleur considérée dans ses applications. (Masson, Paris, 1861, 3rd edition)
- Traité de la chaleur considérée dans ses applications. Tome premier (Masson, Paris, 1878, 4th edition)
- Traité de la chaleur considérée dans ses applications. Tome deuxième (Masson, Paris, 1878, 4th edition)
- Traité de la chaleur considérée dans ses applications. Tome troisième  (Masson, Paris, 1878, 4th edition)
- Traité complet des propriétés, de la préparation et de l'emploi des matières tinctoriales  by J. Ch. Leuchs with revisions by J. C. E. Péclet (De Malher et Cie, Paris, 1829)